# Stephen Bishop (explorateur)
Pour les articles homonymes, voir Stephen Bishop et Bishop.
Stephen Bishop (vers 1820-1857) est un esclave métis connu pour avoir été l'un des principaux explorateurs et guides du système de Mammoth Cave dans l'État américain du Kentucky. Son propriétaire, Franklin Gorin, qui l'avait acheté au printemps 1838, lui fait découvrir la grotte de Mammoth Cave dès 1838. À sa mort, Gorin écrit :
« J'ai installé un guide dans la grotte, le grand et célèbre Stephen, et il nous a aidé à faire de nouvelles découvertes. Il fut le premier à avoir jamais franchi le gouffre de Bottomless et nous sommes, Stephen, moi et une autre personne dont j'ai oublié le nom, les seuls à être descendus tout en bas du dôme de Gorin, à ma connaissance.
Après que Stephen a traversé le gouffre de Bottomless, nous avons découvert toute une partie des grottes qui étaient jusqu'alors inconnue. Avant ces découvertes, toute l'attention était focalisée sur ce qui est aujourd'hui connu sous le nom de « Vieille Grotte »... mais aujourd'hui la quasi-totalité des grottes sont connues, même si, comme Stephen avait coutume de le dire, elles étaient « grandes, sombres et étranges». Stephen était un autodidacte. Il avait un génie raffiné, beaucoup d'esprit et d'humour, quelques connaissances en latin et en grec, et une grande connaissance de la géologie, mais son talent principal résidait dans une bonne connaissance de l'homme. "»

## Apparence et caractère
Pour les visites organisées, Bishop s'habillait d'un costume composé d'un chapeau mou couleur chocolat, d'un gilet vert et d'un pantalon rayé. Pendant son temps libre, il explorait les grottes et nommait les grands espaces, ce qui a permis de doubler la surface des grottes connues en un an. C'est, en effet, à lui que l'on doit la tradition de nommer les grottes en utilisant pour moitié un terme rustique et, pour l'autre moitié, un terme classique (comme par la rivière Styx, la salle de Snowball, l'avenue Little Bat, etc.). Il a également découvert d'étranges poissons aveugles, des serpents, des grillons silencieux et les restes d'un ours des cavernes aux côtés de gypse ouvragé par les amérindiens et datant de plusieurs siècles.
En 1852, Bishop guida Nathaniel Parker Willis jusqu'à la rivière Echo. Sur le trajet, Willis apprit que, malgré le fait qu'il savait qu'il serait libéré dans cinq ans, il avait l'intention de racheter sa liberté ainsi que celle de sa femme et de son fils pour pouvoir partir vivre au Libéria, plan qui ne s'est jamais concrétisé.
Willis dit plus tard de lui : « il est très pittoresque... en partie mulâtre et en partie indien. Il a davantage la physionomie d'un espagnol, avec cette masse de cheveux noirs, bouclés légèrement et gracieusement, et sa longue moustache. Il est de taille moyenne, mais bâti comme un athlète. Avec de larges épaules, des hanches fines et des jambes légèrement inclinées. Mammoth Cave est une merveille qui attire toute la bonne société et Stephen démontre qu'il y est habitué. »

## Le mythe de la découverte d'une momie
Certaines sources affirment qu'en 1835, Bishop a découvert le corps momifié d'un amérindien pré-colombien dans Mammoth Cave. Cependant, l'historien Stanley Sides réfute ce qui lui apparaît comme l'une des nombreuses légendes entourant Stephen Bishop et qui a probablement été créée pour faire la promotion de la grotte du temps où Bishop était encore en vie, ou par ses successeurs. Des exagérations comme celles-ci sont attestées par les formulaires de réclamations dans les historiques sur les documents promotionnels (bien que, paradoxalement, toutes les fausses revendications de Mammoth Cave sur la longueur des galeries connues aient, depuis, été dépassées par la réalité des découvertes). Cette confusion peut provenir soit du fait des conversations avec des gens qui le connaissaient et qui voulaient faire une légende d'une figure historique, soit d'une confusion entre la narration du guide et ce qu'il a fait. En effet, les guides avaient (et ont toujours) l'habitude de raconter comment les momies ont été découvertes, à la manière dont le faisait Bishop. D'où une possible confusion. En effet, en 1835, Bishop n'était même pas encore à Mammoth Cave, puisqu'il n'y est arrivé qu'en 1838 quand les fils des anciens guides blancs, Archibald Miller Jr. et Joseph Shakelford, lui indiquèrent les différents parcours.
Les restes d'un amérindien ont effectivement été découverts dans Mammoth Cave, ou dans d'autres grottes de la région. La première qui ait été découverte en 1813 a été surnommée la « Short Cave Mummy ». D'autres momie ont été retrouvées au XIXe et au XXe siècle.
En 1993, le programme télévisuel de National Geographic Channel intitulé « Mystères Souterrains » dépeint Stephen et ses explorations dans une reconstitution historique. Le récit affirme que « certains archéologues croient » que Bishop peut avoir découvert la momie de manière indépendante, en montrant la réaction de Stephen face à la découverte d'un faux squelette avec le bras et le crâne en saillie sous un grand rocher, dans la même position que le « Lost John » découvert plus de 90 ans plus tard. Pour replacer l'affirmation dans son contexte, la reconstitution le représente penché sur des artefacts pré-colombiens comme des fragments de torche de canne ou une empreinte de pied, indiquant implicitement que Bishop était le premier à découvrir l'utilisation pré-colombienne de la grotte. Ceci est faux, compte tenu de l'énorme quantité d'objets retrouvés à travers les portions de Mammoth Cave parfaitement bien connues à l'époque de sa redécouverte moderne dans les années 1790 et qui ont d'ailleurs été longuement visitées lorsque la grotte servait de ressource en salpêtre.
Toutefois, il est fort probable que Bishop ait redécouvert de nombreux endroits qui n'ont pas été perturbés depuis l'époque pré-colombienne. Ce faisant, cela pourrait légitimer les prétentions de la découverte originale de tout artefact amérindien trouvés dans ces endroits. Le fait que Stephen n'ait pas découvert de momie, comme certains l'ont dit, ne diminue en rien ses explorations sans précédent de la grotte, notamment dans le cadre de sa condition d'esclave. L'historien de la grotte, Harold Meloy, dans sa monographie ne fait aucune mention de la découverte d'une momie en 1835, ni d'ailleurs d'aucune découverte de momie depuis l'arrivée de Bishop sur le site jusqu'à sa mort. Cependant, dans une nouvelle d'Alexander C. Irvine, l'histoire se passe en 1835 et fait état de la découverte par Bishop d'une momie, ce qui est peut-être à l'origine de la légende actuelle.

## La carte de 1842

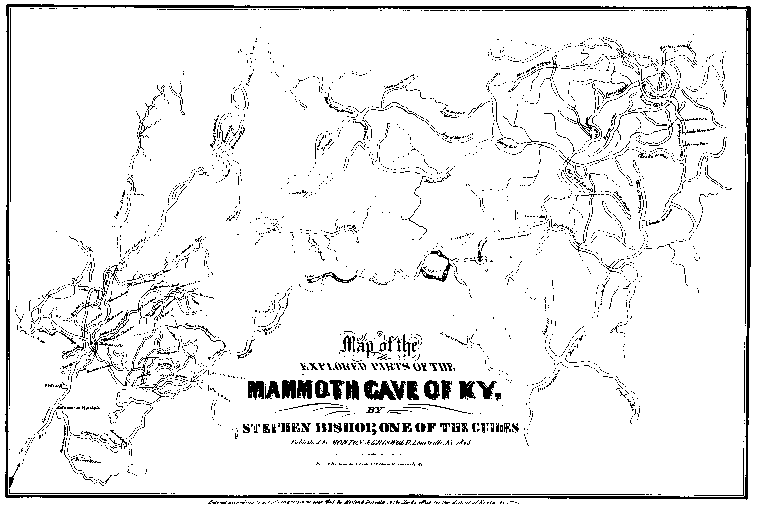
Carte de la grotte, datant de 1842, réalisée par Stephen Bishop.

En 1839, le docteur John Croghan de Louisville rachète le terrain de Mammoth Cave, ainsi que les esclaves de l'ancien propriétaire, Franklin Gorin. Croghan décide d'ouvrir un hôpital pour tuberculeux dans la grotte, en croyant que les vapeurs pourraient guérir ses patients. En 1842, Bishop est envoyé à la propriété de Croghan, Locust Grove, pendant deux semaines pour y dessiner de mémoire une carte du système de Mammoth Cave. La carte est publiée en 1844 par Morton et Griswold dans le livre d'Alexander Clark Bullitt. Bishop a reçu tout le crédit pour son travail ce qui est tout à fait inhabituel pour un esclave. Cette carte fut utilisée pendant près de quarante ans.
La carte de Stephen est très impressionnante, avec ses quelque 16 km de passages, dont la moitié a été découverte par Bishop lui-même. Même si cette carte ne présente pas la même précision qu'une carte moderne, Bishop prit néanmoins la peine d'indiquer la dimension approximative des passages et leur longueur et de hachurer les points d'eau (comme le font les cartographes de grottes actuels). Même si l'échelle et l'orientation de la carte n'est pas forcément exacte, la topologie est au contraire très précise, car les indications de jonctions correspondent à la réalité. Au-delà de ça, la carte de Bishop est la première à suggérer l'importance de l'étendue de Mammoth Cave, et notamment de ses connexions. En 160 ans, la carte de Bishop n'a pas perdu son pouvoir d'intéresser à la fois pour son objet et pour sa source.
En 1972, lorsque les explorateurs ont découvert une connexion entre le système de Flint Ridge, au nord-est, et celui de Mammoth Cave, ils ont été étonnés de découvrir que Bishop avait effectivement indiqué un passage à l'extrémité de Mammoth Cave. Il y apparaît avec un trait long et fin, bifurquant à partir de l'extrémité est du complexe de la rivière Echo. Cependant, la construction d'un barrage sur la rivière Green, en 1905, a causé l'inondation du passage. Celui-ci n'a été redécouvert que plus tard, lorsque des spéléologues s'y aventurèrent à partir du système de Flint Ridge. Bien qu'il n'ait jamais saisi l'importance de sa découverte, Bishop a involontairement montré la clé de la connexion des deux principales composantes de la plus longue grotte du monde, 130 ans avant que la connexion n'ait été faite.

## Fin de vie
Stephen Bishop a été libéré en 1856, sept ans après la mort de son propriétaire, conformément à la volonté du docteur Croghan. Stephen est décédé le 15 juin 1857, d'après ce qui est inscrit sur sa tombe, avant d'avoir pu réaliser le rêve de sa vie : racheter la liberté de son épouse et de son fils et partir vivre au Libéria. Il est possible que ce rêve n'ait pu être que « politiquement correct » pour un esclave, pour montrer une certaine ambition personnelle sans pour autant que le visiteur blanc ne se sente menacé.
Stephen a été enterré sur la colline au sud, juste au-dessus de la grotte connue sous le nom de « le cimetière des anciens guides ». Selon l'historien de Mammoth Cave, Harold Meloy, le président de la City Deposit Bank de la ville de Pittsburgh, James Ross Mellon, a visité la grotte pendant une semaine en novembre 1878. L'histoire de Stephen lui a tellement plu, qu'il décida de rencontrer sa veuve Charlotte, qui gérait le restaurant de l'hôtel. Elle le conduisit jusqu'à sa sépulture « qui n'était matérialisée que par la présence d'un cèdre ». Mellon promit alors de faire graver une pierre tombale à son nom. Trois ans après son retour à Pittsburgh, Mellon réalisa sa promesse. Il fit appel à un sculpteur de pierre, qui utilisa une pierre tombale de seconde main que la famille d'un soldat de la guerre civile n'avait pas payée. Il retira le nom initial et inscrivit l'inscription suivante :
« STEPHEN BISHOP, PREMIER GUIDE ET EXPLORATEUR DE MAMMOTH CAVE. MORT LE 15 juin 1859 DANS SA 37e ANNÉE.»
La pierre fut transportée à la grotte et installée sur la sépulture de Stephen. Selon Harold Meloy, l'erreur dans la date de sa mort (1859 au lieu de 1857) ne nuit en rien à la légende, qui est maintenant gravée dans la pierre.